# Bluegrass

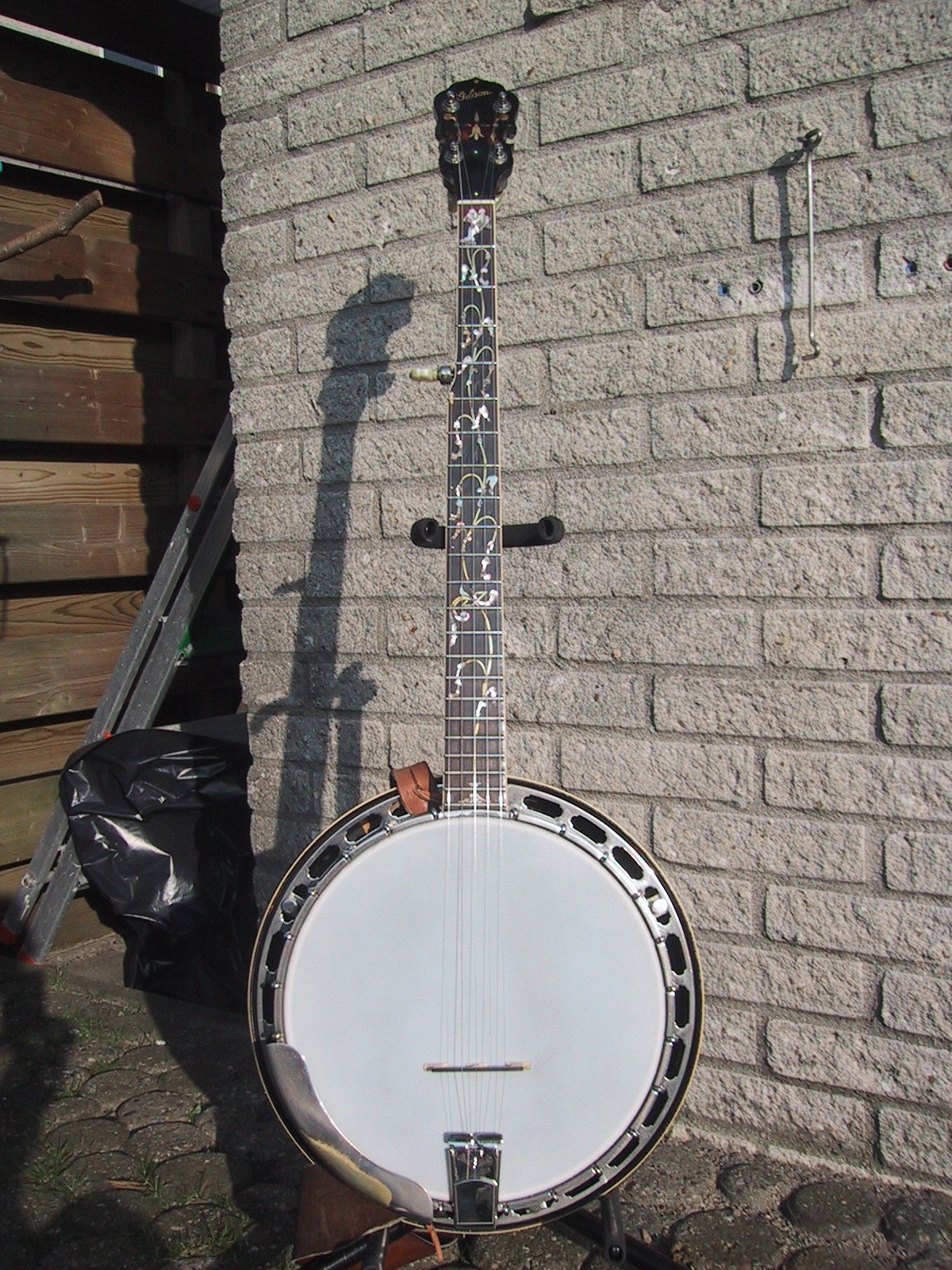
Bluegrassbanjo

Bluegrass is een Amerikaanse muziekstijl die tot het countrygenre wordt gerekend. De naam werd voor het eerst gebruikt aan het eind van de jaren 50. De grondlegger van deze stijl, de Amerikaan Bill Monroe, noemde zijn band The Blue Grass Boys naar zijn geboortestaat Kentucky, waarvan de bijnaam The Blue Grass State luidt.

## Geschiedenis
Bluegrass is een voortzetting van de oude stringbandmuziek, die zowel in de Europese als Afro-Amerikaanse tradities zijn wortels heeft. Het was de muziek van immigranten in de Appalachen, een bergketen in het oosten van Noord-Amerika. De streek wordt in de Verenigde Staten Appalachia genoemd. Het is muziek met veel Ierse en Schotse achtergronden, waarin de heimwee naar hun thuisland en het harde leven in de bergen te horen is in de typerende klaagzang van bluegrass.

## Karakteristieken
Als een van de weinige soorten folkmuziek heeft bluegrass een jazzachtige structuur: één instrument speelt een solo, terwijl alle andere de begeleiding vervullen. De solo gaat vervolgens over van het ene instrument op het andere. Minstens zo belangrijk voor de definitie van het genre is de zang: de lead – vaak ongewoon hoog – de twee-, drie- of vierstemmige harmonieën, niet als een achtergrondkoortje, maar als een klank waarin de stemmen versmelten tot een geheel.
De eerste bluegrass werd vastgelegd op 16 september 1946 met als essentieel onderdeel de vijfsnarige banjo van Earl Scruggs. Monroe was eerst niet blij toen anderen zijn muziek gingen naspelen, maar uiteindelijk werd ook hem duidelijk dat hij de grondlegger was van een nieuwe muziekstijl.
Inmiddels zijn er vele soorten bluegrass, van zeer traditioneel en nauwelijks afwijkend van het geluid uit de jaren veertig, tot progressief, met complexe arrangementen die nog het meest aan jazz doen denken.

## Instrumenten
Naast de zang, het fundament van bluegrass, worden de volgende instrumenten gebruikt:
- Mandoline
- 5-snarige banjo
- Dreadnoughtgitaar
- Viool
- Contrabas
- Dobro of resonatorgitaar

Typische bluegrass is altijd akoestisch. Er wordt hooguit gebruikgemaakt van microfoons om het geluid te versterken en van een elektrische basgitaar als een echte contrabas niet beschikbaar is.

## Bluegrass in Nederland
Nederland kent een kleine, maar actieve club bluegrassliefhebbers. Een van de eerste Nederlands bands was de Dutch Bluegrass Boys uit Eindhoven. Nederland kent verscheidene bluegrassbands uit verschillende steden.
De eerste Nederlandse band die in het Amerikaanse tijdschrift Bluegrass Unlimited (september 1983) een eervolle vermelding kreeg vanwege hun album Stony Man Mountain, was Jerrycan. Leadzanger Theo Lissenberg zong later nog in 4 Wheel Drive. Deze band speelde in 2002, na hun uitverkiezing tot Europese bluegrassgroep van het jaar, als eerste Nederlandse band op de IBMA-conventie in de Verenigde Staten. Als laatste project speelde Lissenberg in het trio Skyland.
Een paar keer per jaar wordt er op verschillende plaatsen in het land een 'Picking Party' georganiseerd, waar de (amateur)muzikanten elkaar ontmoeten, jammen en vooral plezier hebben. Een paar bekende zijn Northern Picking in Valtermond, de Castle Picking Party in Groningen en Bluegrass Beeg in Grevenbicht. Op deze dagen worden soms ook andere, verwante muziekstijlen ten gehore gebracht, zoals Old-Time en singer-songwriter.
Het grootste festival in Nederland, meteen ook het belangrijkste (driedaagse) bluegrassfestival in Europa, is de European World of Bluegrass het EWOB.

## Artiesten met een artikel op Wikipedia
- Alison Krauss
- Carter Family
- David Grisman
- Doc Watson
- Earl Scruggs
- Lester Flatt
- The Louvin Brothers
- Bill Monroe
- Psychograss

### Nederlandse artiesten
- Joost van Es
- Tim Knol
- Janos Koolen
- The Common Linnets
- Bertolf Lentink

## Films over bluegrassmuziek
- O Brother, Where Art Thou? (met o.a. Alison Krauss & Union Station)
- That High Lonesome Sound
- De scène dueling banjos in de film Deliverance (Steve Mandell & Eric Weissberg)
- The Broken Circle Breakdown